# Kościół św. Sebastiana na Palatynie
Kościół św. Sebastiana na Palatynie (wł. Chiesa di San Sebastiano al Palatino) – rzymskokatolicki kościół tytularny w Rzymie. 
Świątynia ta jest kościołem rektoralnym parafii Santa Maria in Portico in Campitelli oraz kościołem tytularnym.

## Lokalizacja
Kościół znajduje się w X Rione Rzymu – Campitelli przy Via di San Bonaventura 1 w sąsiedztwie Forum Romanum.

## Patron
Patronem świątyni jest św. Sebastian – męczennik za wiarę chrześcijańską z III wieku.

## Historia
Według legendy kościół miał powstać na miejscu męczeństwa św. Sebastiana. Nie wiadomo kiedy został zbudowany. Najwcześniejsza znana wzmianka o kościele pochodzi z końca VIII wieku. Wiadomo, że został on przebudowany w X wieku i prawdopodobnie istniał przy nim klasztor.  W 1061 roku papież Aleksander II przekazał klasztor benedyktynom z Monte Cassino. W 1352 roku klasztor i kościół przeszły w ręce oliwetów. W XV wieku kościół był ruiną. Nieruchomość przeszła w ręce rodziny Capranica, która prowadziła tutaj winnicę.
Obecny kościół jest wynikiem renowacji z lat 1626-1631 sponsorowanej przez Taddeo Barberiniego, bratanka papieża Urbana VIII. Ponowne wykorzystano wówczas znaczną część starej budowli, dzięki czemu przetrwały niektóre freski z X wieku. Papież nakazał skopiować te freski, które miały zostać zamalowane, kopie sporządził Antonio Eclissi w 1630 roku. Nowe barokowe freski zostały wykonane przez Bernardino Gagliardiego i ukończone w 1633 roku, natomiast architektem projektu był Luigi Arrigucci. Do końca XIX wieku kościół pozostawał pod opieką franciszkanów z pobliskiego San Bonaventura al Palatino. W 1851 roku przeprowadzona została renowacja sponsorowana przez rodzinę Barberini. Kolejne renowacje miały miejsce w 1963 roku oraz w 2000 roku, kiedy to uwidoczniono freski w apsydzie. W 2016 roku świątynia stała się kościołem klasztornym sióstr z Monastycznych Wspólnot Jerozolimskich.

## Architektura i sztuka
Kościół wzniesiono z cegły. Budowla jest jednonawowa, prezbiterium ma małą apsydę. Boczne ściany nawy mają po trzy okna, dodatkowo po jednym oknie jest z obu boków prezbiterium. Po lewej stronie kościoła znajduje się mały klasztor, którego budynek zawiera elementy z XII wieku.

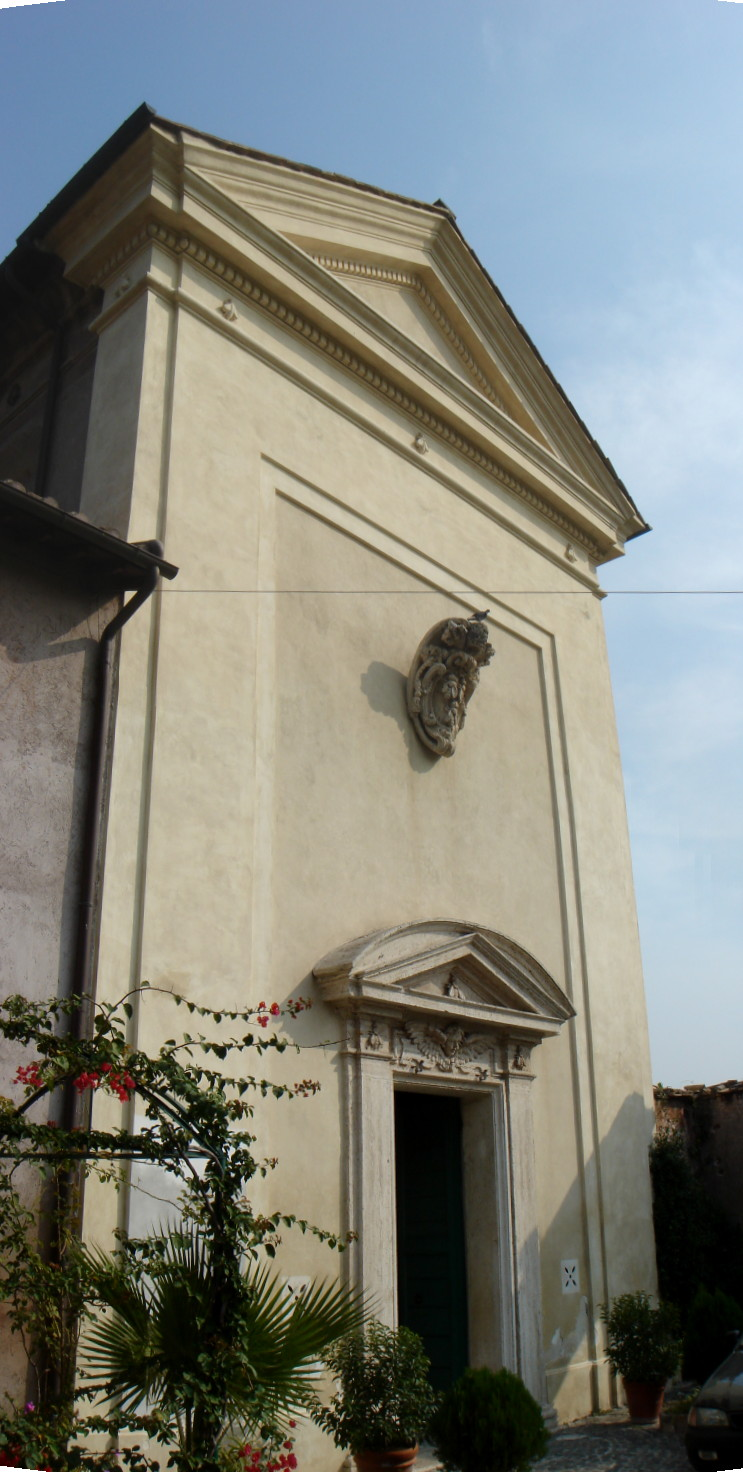
Fasada kościoła

Fasada kościoła jest prosta. Jest ona zdominowana przez duży zagłębiony panel wokół pojedynczego wejścia. Wejście flankuje para pilastrów wspierających fronton. Nad wejściem znajduje się herb Barberini. Fasadę wieńczy trójkątny fronton z pustym tympanonem.
Nawa ma sklepienie kolebkowe. Na prawej ścianie bocznej znajduje się obraz przedstawiający św. Franciszka, po lewej natomiast jest  Męczeństwo św. Sebastiana autorstwa Andrei Camassei z 1633 roku.
Koncha apsydy, wraz z górną jej częścią są ozdobione malowidłami Bernardina Gagliardiego. Luneta nad ołtarzem przedstawia Św. Irenę pielęgnującą św. Sebastiana, koncha Boga Ojca z aniołami, a w pendentywach przedstawiono alegoryczne postacie: Wiarę, Miłosierdzie, Męstwo i Skruchę.
W ołtarzu jest para kolumn korynckich z czerwonego marmuru, podtrzymujących fronton. W miejscu obrazu ołtarzowego można zobaczyć freski apsydy z X wieku.

## Kardynałowie diakoni
Kościół św. Sebastiana na Palatynie jest jednym z kościołów tytularnych nadawanych kardynałom-diakonom (Titulus Sancti Sebastiani in Monte Palatino). Tytuł ten został ustanowiony 5 marca 1973 roku przez papieża Pawła VI.
- Ferdinando Giuseppe Antonelli OFM (1973-1983), tytuł prezbiterialny pro hac vice (1983-1993)
- Yves Congar OP (1994-1995)
- Dino Monduzzi (1998-2006)
- John Patrick Foley (2007-2011)
- Edwin O’Brien (2012-nadal)